# Delamanid
Delamanidul este un antibiotic utilizat în tratamentul tuberculozei multidrug-rezistente, de obicei în asociere cu antituberculoase. Calea de administrare disponibilă este cea orală. Este un derivat de nitroimidazol.
Molecula a fost aprobată pentru uz medical în anul 2014 în Europa, Japonia și Coreea de Sud. Se află pe lista medicamentelor esențiale ale Organizației Mondiale a Sănătății.

## Utilizări medicale
Delamanidul este utilizată în asociere cu alte antituberculoase în tratamentul infecțiilor cu Mycobacterium tuberculosis.

## Reacții adverse
Poate produce cefalee, amețeală și greață.